# Sammakkojärvi (sjö i Finland)
Sammakkojärvi är en sjö i Finland. Den ligger i kommunen Kittilä i landskapet Lappland, i den norra delen av landet, 900 km norr om huvudstaden Helsingfors. Sammakkojärvi ligger 200,7 meter över havet. Arean är 22,1 hektar och strandlinjen är 1,94 kilometer lång. Sjön  ingår i Kemi älvs huvudavrinningsområde. 